# Can Cirera (Tiana)
Can Cirera és una masia de Tiana (Maresme) protegida com a bé cultural d'interès local.

## Descripció
És un edifici civil, una masia distribuïda en tres cossos. L'alçat es compon de planta baixa, un pis i unes golfes que se sobrealça damunt l'altre pis, a la part central. Està cobert per una teulada amb dos vessants i un carener perpendicular a la façana. En conjunt, resulta de grans dimensions. Sobre els cossos laterals desguassa la coberta de la part central.
Totes les obertures estan realitzades amb carreus de pedra, i crida l'atenció la portalada amb arc escarser i un balcó de ferro forjat amb el paviment de rajola. Al celler de la masia conserva premses de fruita de finals dels XVIII, i encara es conserva l'activitat vinícola.

## Història
L'edifici data de finals del segle xvii, començament del xviii. El reixat exterior, que tanca la propietat, porta inscrita la data "1848", any en què es féu el reixat.